# Białogard (district)
Białogard (powiat białogardzki)' is een Pools district (powiat) in de woiwodschap West-Pommeren. De oppervlakte bedraagt 845,36 km², het inwonertal 48.679 (2014).

## Steden
- Białogard (Belgard an der Pesante)
- Karlino (Körlin an der Persante)

Stadsdistricten: Szczecin · Koszalin · Świnoujście

Districten:
Białogard · Choszczno · Drawsko Pomorskie · Goleniów · Gryfice · Gryfino · Kamień · Kołobrzeg · Koszalin · Łobez · Myślibórz · Police · Pyrzyce · Sławno · Stargard · Szczecinek · Świdwin · Wałcz

Grootste steden:
Białogard · Goleniów · Gryfino · Kołobrzeg · Koszalin · Police · Stargard · Świnoujście · Szczecin · Szczecinek · Wałcz